# ARC (文件格式)
ARC主要是指System Enhancement Associates（SEA）公司所开发的一种无损数据压缩和归档文件格式，用于创建它的程序也被称为“ARC”。除此之外还有一些网站或厂商会自行使用.arc扩展名。
SEA公司的ARC在拨号BBS早期非常受欢迎。它方便之处在于，它将SQ（计算机程序）的压缩功能和LU的归档多个文件的功能结合了起来。后来，ARC格式被ZIP格式取代——ZIP格式在提供更高压缩率的同时，能够在压缩的同时保持目录结构不变，即可以压缩目录树，而ARC则无法做到这一点。
.arc这一文件扩展名经常用于与SEA公司无关的、数种彼此没有关系的类归档文件类型。例如，互联网档案馆（Internet Archive）使用其自有的ARC格式把多种网络资源存储到单个文件中；FreeArc归档程序也使用.arc扩展名，但是文件内部的组织方式完全不同；任天堂在GameCube和Wii游戏中为诸如MIDI、语音样本、文本等资源使用与前面各项无关的ARC格式。

## 历史
在1985年，SEA的Thom Henderson参照一些早期的压缩程序，例如ar，编写了名为ARC的压缩程序。这一程序不仅可以将多个文件整合在一个归档文件中，而且可以实现压缩，从而节省磁盘空间。这在早期的个人电脑上是十分重要的，因为当时电脑的存储空间十分有限，利用调制解调器的传输速度也很慢。ARC所生成的归档文件的文件名以“.ARC”结尾，因此有时这些文件也被直接称作“arc文件”。
1986年，SEA发布了ARC的源代码，在1987年被Howard Chu移植到了UNIX和雅达利ST上。Howard的版本可移植性很强，因而后来又被移植到更多的平台上，包括VAX/VMS和IBM System/370大型计算机。当时广泛流传的一种说法认为LZ77与LZ78两种压缩算法所编码的文件不能再被进一步压缩，Howard的成果首次证伪了这一点。实际上，更进一步的压缩可以通过对LZMA算法压缩的数据进行霍夫曼编码实现，Howard的版本也是首个证明这一特性的程序。这种混合技术后来被菲尔·卡茨等人用于其它集中压缩方案。
后来，菲尔·卡茨自行开发了工具共享软件PKARC和PKXARC，它们可以实现归档/解归档的功能，同时也比IBM-PC平台上的ARC执行更快，因为它们是特别使用汇编语言编写的。
与SEA把归档和压缩合并放在同一个程序中不同，Katz把这两个功能放在两个不同的工具程序中，从而减小了运行它们时消耗的内存。PKARC也支持创建“自提取”归档文件，这种文件可以在没有解归档程序的情况下自行提取内容。
SEA公司在与Katz及PKWARE公司的诉讼之后退出了共享软件市场，同时开发了ARC+Plus。Plus版本提供了全屏用户界面，最后已知版本号是7.12。最终SEA在1992年被卖给了某个日本公司。
如今，ARC这种文件格式在个人桌面电脑上很少见，但是大多数杀毒软件仍然可以解压ARC归档来检查被压缩的文件中有无病毒存在。

## 诉讼
1980年代晚期，SEA（ARC的原作者）与PKWARE（Phil Katz Software）公司之间产生了争议。SEA因商标和版权侵权起诉了Katz。独立软件专家John Navas被任命在庭上比对两个软件，他表示PKARC是ARC的一个衍生作品，两个程序代码中的许多注释文字连拼写错误都完全相同。
1988年8月2日，原告和被告达成和解，和解中包含一项“机密的跨许可协议合同”。SEA在合同中授权了PKWARE所有与ARC兼容的程序，覆盖了从1985年末首次发布的PKXARC，以及随后可能发布的程序。该授权持续到1988年7月31日。条件是对方需要支付62500美元，这在当时是一个机密数字。
在合同中，PKWARE向SEA付钱以获取上文所述之许可，这一许可持续到1988年7月31日，在那之后PKWARE不能授权、发布或分发任何可以处理ARC文件的程序或工具。作为交换，PKWARE授权SEA，使其可以使用PKWARE所开发的ARC相关软件的源代码。PKWARE也同意删除之前使用的所有SEA的ARC商标，并且将PKWARE软件中所使用的名称和标志改为非误导性的名称。合同中剩下的内容被隐藏。
和解达成之时，被告没有承认任何过错或不当行为。
泄露的合同文档表明，根据和解条件，被告向原告支付了22500美元作为过去的版税，40000美元作为开支报销。此外，被告还需要向原告支付在合同规定期限内开发的所有ARC相关软件收入的6.5%作为版税，包括任何程序授权费用和程序授权过期以后的共享软件注册费用。作为交换，原告向被告支付相同规则的版税，但是所覆盖的时间不受限制。

## 诉讼过后
诉讼案过后，PKWARE发布了PKARC和PKXARC工具软件的最后一个版本，并使用新名称PKPAK和PKUNPAK，之后则集中开发PKZIP和PKUNZIP两个独立的的程序。这两个程序基于与先前完全不同的压缩算法和归档文件类型。然而就在重新命名程序后，SEA将PKWARE再次告上法庭，理由是“轻视”了条约而继续使用原告的受保护商标ARC，具体表现在PKPAK的使用手册中把ARC从名词改成了动词。美国威斯康星州东区地方法院驳回SEA的诉讼，被告被判补偿诉讼费500美元。
SEA与PKWARE之间的冲突迅速发展为网上论坛界中有史以来最大的争论之一。SEA的诉讼激怒了许多共享软件的用户，他们认为SEA是一个“大而不知廉耻的公司”，而Katz是“小人物”，但实际上在当时SEA和PKWARE都是小型“家庭作坊式”的公司。不过社区中大部分人仍然支持Katz，因为SEA实为企图让ARC文件格式追溯性地（即可以适用于任何时期，而非仅后来时期）变得封闭且为该公司所专有。Katz随后发布了APPNOTE.TXT，其中记录了ZIP文件格式的规范，同时声称ZIP文件格式可供同系列软件实现（英文：implement）而不收取任何费用，这使得Katz获得了大众积极的宣传。最终的结果是ARC文件格式迅速被淘汰，不再是BBS用户的主流压缩文件格式。经过短暂的竞争，ZIP格式被采用为主要的标准。
SEA的Thom Henderson在接受采访时表示，他放弃开发软件的主要原因是，他没有办法在情感上正常应对他所谓的“Katz针对他所发起的仇恨活动”。